# Pertya scandens
Pertya scandens là một loài thực vật có hoa trong họ Cúc. Loài này được (Thunb. ex Thunb.) Sch.Bip. miêu tả khoa học đầu tiên năm 1862.